# Koszyce Małe
Koszyce Małe – wieś w Polsce położona w województwie małopolskim, w powiecie tarnowskim, w gminie Tarnów. Południowa część wsi wchodzi w skład Obszaru Chronionego Krajobrazu Pogórza Ciężkowickiego, pełniąc funkcję otuliny Ciężkowicko-Rożnowskiego Parku Krajobrazowego. Występują tu takie gatunki chronione jak: krogulec zwyczajny, myszołów zwyczajny, jaszczurka zwinka, padalec czy pachnica dębowa mająca siedliska na terenie starych sadów.

## Części wsi
| SIMC    | Nazwa  | Rodzaj    |
| ------- | ------ | --------- |
| 0832841 | Siciny | część wsi |
| 0832858 | Wola   | część wsi |

## Geografia
Wieś położona jest na Wysoczyźnie Zgłobickiej na granicy Kotliny Sandomierskiej i progu Pogórza Karpackiego. Najniżej położony punkt znajduje się na wschodzie w dolinie rzeki Biała (197 m n.p.m.), a najwyżej w południowo-zachodniej części wsi wzniesienie Ostrębie (272 m n.p.m.).

## Geologia
Podczas poszukiwań naftowych w 1968 i 1985 roku, w otworach wiertniczych oprócz ropy naftowej i gazu ziemnego znaleziono niewielkie pokłady anhydrytu i soli kamiennej na głębokości poniżej 1400 m.

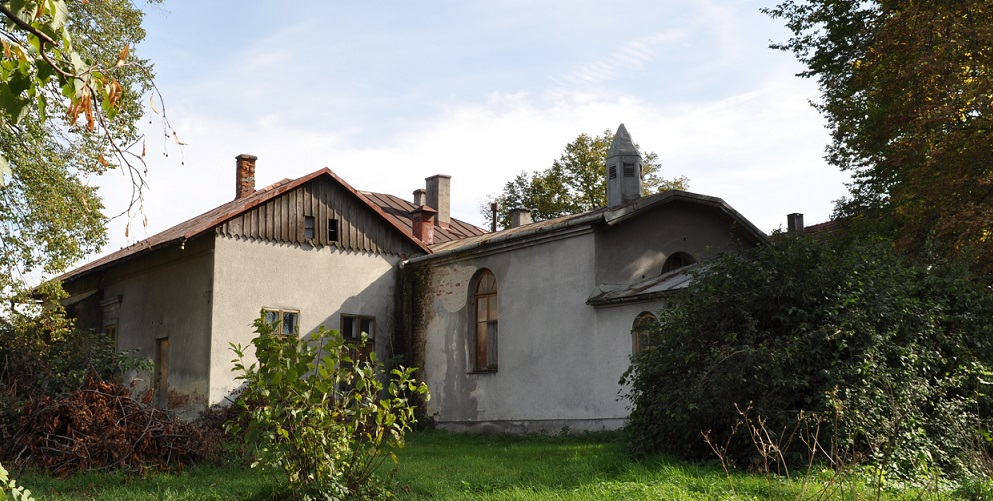
Dwór Maschlera rozbudowany w I poł. XX w. o kaplicę, pełnił rolę klasztoru Urszulanek. Fot. 2012 r.

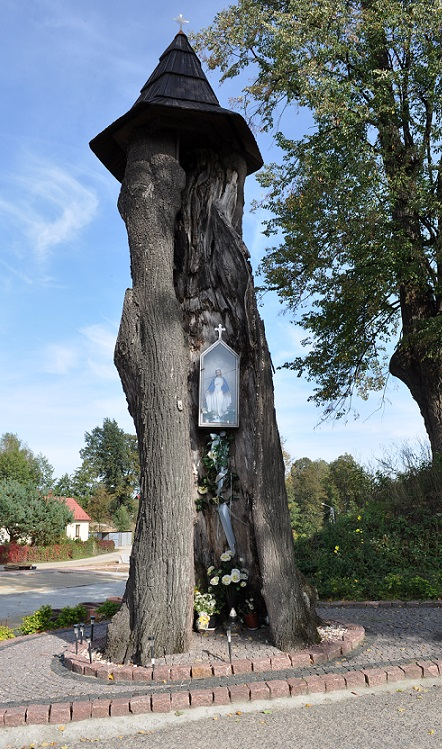
Nieistniejąca już kapliczka w pniu drzewa obok Ochotniczej Straży Pożarnej w Koszycach Małych. Od uderzenia pioruna drzewo to zostało nadłamane ale figurka przetrwała nienaruszona. Pierwotnie środek był wyłożony kamieniem. W 2020 butwiejący pień został całkowicie zniszczony podczas nawałnicy.

## Toponimia
W źródłach pisanych Koszyce Małe pod nazwą Wola Koszycka wymienione zostały po raz pierwszy w dokumencie z roku 1362. Sama nazwa Koszyce Małe pojawia się w 1424. Równolegle nazywano ją czasem Koszyczki (w miejscowej gwarze Koszycki), dla odróżnienia od Koszyc zwanych później Koszycami Wielkimi. Nazwa pochodzi od wyplatanych przez mieszkańców wiklinowych koszyków, co potwierdza pieczęć wiejska sąsiednich Koszyc Wielkich przedstawiająca niewielki koszyk z kwiatami. Wieś znajduje się na wzniesieniach nad potokiem Koszyckim, od wschodu oblewają je wody rzeki Biała, od północy granicę stanowi potok Zimna Woda, od południa Ostrębowski potok zwany przy swym ujściu Szerokim, od zachodu potok Cirkwia. Warunki takie ułatwiały budowę stawów rybnych. Integralne części wsi: Abisynia (Isep), Borki, Cyrkla (Cirkwia), Dół, Galiówka, Góra, Jałowce, Siciny, Wola Ostrębowska, Poddębrze, Rudawki. Wzniesienia we wsi noszą nazwy: Skała oraz Psia Górka.
Największym z przysiółków Koszyc Małych jest położona w najwyższej, południowo-zachodniej części wsi Wola Ostrębowska zwana w niektórych źródłach Wolą Ostrychowską lub Ostrzębowską. Jeszcze w 1536 Koszyce Małe „miały lasy dębowe piękne”. W 1596 w miejsce lasu pojawiają się nazwy Ostrabowa i Wola Ostrębowska jako osady wchodzące obok Koszyc Małych w skład tej samej parafii w Zbylitowskiej Górze. Te zapewne młodsze osady śródleśne całkowicie połączyły się z Koszycami Małymi w nieznanym czasie. Nazwa przysiółka Cyrkla (Cirkwia) świadczy o tym, że w tej okolicy lasów raczej nie wycinano od razu lecz wypalano metodą cyrhlenia lub jest to ślad po dawnym serwitucie, gdzie część lasu nazywano cerklem lub cyrklem.
Nazwa Ostrabowa pochodzi najprawdopodobniej od miejscowych określeń na gęste zarośla tj. „ostrężyna” (tak mówiono w Małopolsce na jeżynę) lub „ostręże” oznaczającego tarninę. Kilka kilometrów dalej, na południowy zachód, nad Dunajcem, pomiędzy Dąbrówką Szczepanowską a Janowicami znajduje się dębowo – grabowy (grąd) las Ostręgowa, porastający strome zbocza, schodzące do rzeki.
Można też próbować tłumaczyć tę nazwę usadowieniem nad strumieniem o stromo („ostro”) opadających brzegach. Być może jest to zniekształcone słowo „ostrów” oznaczające wyspę lub wzniesienie nad wodami. Może odnosić się do miejsca gdzie rzeka Biała podmyła tzw. koszycką Skałę.
W 1997 wprowadzono nazewnictwo ulic. Cztery ulice przyjęły nazwy od określeń miejscowych: Wolska (Wola Ostrębowska), Ogrodowa (Ogrody), Skalna (Skała) i Lipowa (koło lipy). Kolejne od kształtu: Krótka, Prostopadła, Zakątna. Pozostałe ulice to: Brzozowa, Cicha, Główna, Nowa, Oświatowa, Pogodna, Polna, Pracy, Spacerowa, Spokojna, Urocza, Wesoła, Źródlana.

## Przynależność administracyjna
W okresie I RP położona w powiecie pilzneńskim w województwie sandomierskim.
Od 1782 w cyrkule tarnowskim, w Galicji.
Po utworzeniu gmin zbiorowych Koszyce Małe należały w latach 1934–1954 do Gminy Pleśna. Następnie w latach 1954–1960 do Gromady Rzuchowa. W 1961 do Gromady Zbylitowska Góra. Między 1962–1972 do Gromady Zgłobice. Od 1973 sołectwo wchodzi w skład Gminy Tarnów.
Od XV w. Koszyce Małe należały do parafii w Zbylitowskiej Górze. W 1969 przy kaplicy Urszulanek powstał rektorat. Miejscową parafię utworzono 6 grudnia 1980.
W latach 1975–1998 miejscowość administracyjnie należała do województwa tarnowskiego.

## Najstarsze miejscowe nazwiska
Kataster gruntowy z 1848 roku wymienia w Koszycach Małych rodziny o następujących nazwiskach: Baradziej, Bartosz, Cholewiak, Chrząszcz, Cichy, Grębosz, Kamiński, Po[d]stawski, Tatar, Wilk, Zięba.

## Historia
Pierwszym znanym właścicielem wsi był Wincenty z Koszyc. Od XIV wieku należała do Rokoszów herbu Ostoja. W 1398 Piotr, syn Szymona sprzedaje Wolę Koszycką (obecnie Koszyce Małe) Dobiesławowi herbu Ostoja, dziedzicowi Koszyc (obecnie Koszyce Wielkie). W wyroku sądowym z 1427 poświadczony jest Gabor z Koszyc Małych używający bez zgody właściciela niecieczy (starorzecza) przy Dunajcu i lasów Malinczyniec i Ryje należących do Jana z Góry (zapewne obecnej Zbylitowskiej Góry). W 1437 Koszyce Małe były własnością Piotra Koszyckiego, w 1536 Franciszka Rokosza. Mieszkało tam wówczas siedmiu kmieci i dwóch zagrodników, była karczma, dwór, folwark i dziewięć stawów. W 1629 właścicielem Koszyc Małych, Chyszowa  i części wsi Biała był Stanisław Łyczko. W 1635 Koszyce Małe i Koszyce Wielkie należały do Stanisława Jordana z Zakliczyna. W 1650 epidemia dżumy spustoszyła Koszyczki k.Tarnowa.

W czasie potopu szwedzkiego 21 marca 1657 Jerzy II Rakoczy zajął Tarnów i na czele 5 tys. żołnierzy dotarł 28 marca do Krakowa. Jak podają źródła: 
30 marca, w Wielki Piątek rano, z Krakowa wyjechał Rakocy znowu do wojska wraz z Wircem. Obóz wielki Rakocego pod Koszyczkami, między Tarnowem a Wojniczem. Spalili Koszyczki, ludzi naścinali. Nowe miasto spalili i Żabno i wiele innych.(...)  Wolę (przy Koszycach Wielkich) gdy napadali Kozacy i Węgrzy, dziedziczka Teresa z Wrzącej, wdowa po Janie Tarnowskim, uciekała, uwożąc co lepszego. Gonili ją, lecz nie mogli dognać, ona zaś w trwodze wyrzucała rzeczy, czego jednak nie spostrzegli. Po ich odwrocie nadjechał Rabrocki Stanisław, pozbierał rzeczy porzucone i przywłaszczył sobie.. 
W czasie III wojny północnej w 1710 wojska rosyjskie w odwecie za zabicie jednego z żołnierzy zrabowały Koszyce Wielkie i Koszyce Małe.

### Czasy rozbiorowe
Na początku XVIII w. Stanisław Łętowski nabył od rodziny Jordanów wsie Koszyce i Koszyczki pod Tarnowem. W latach 1753–1778 20 tys. zł przeznaczone na utrzymanie tzw. kolonii akademickiej w Tarnowie zabezpieczone było na Koszycach Wielkich, Koszycach Małych i Woli Ostrębowskiej. Przed 1817 wieś stanowiła własność Andrzeja Osuchowskiego. W 1817 odkupiona została przez małżeństwo Józefa Strzyżowskiego i Ludwikę z Bronikowskich.  W latach 1827–1831 przy spisie wsi wymieniona jest Petronela Gawrońska, zapewne jako dzierżawiąca majątek. Przed 1846 wieś należała nadal do Józefa Strzyżowskiego. Dominium Koszyce Małe w cyrkule tarnowskim, złożone było ze wsi Koszyce Małe i części wsi Pleśna. 16 marca 1847 w C.-k. Sądzie Szlacheckim w Tarnowie odbyła się licytacja egzekucyjna 1/6 części "dóbr Koszyczki Małe i Ostrzembowska Wola" na spłatę spadkobierców Franciszka Borawskiego. 

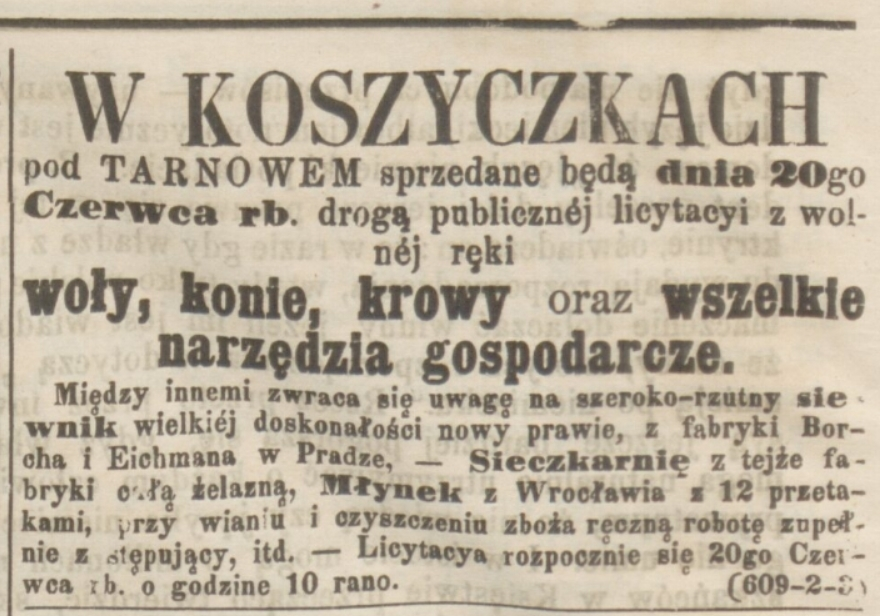
Koszyce Małe, licytacja 20 czerwca 1861; ogłoszenie z prasy

W latach 1848–1851 majątek koszycki należał do Jana Radkiewicza (adwokat przy Forum Nobilium w Tarnowie, był justycjariuszem w kilku dominiach), zaś w latach 1851–1855 do jego pasierbicy Melanii Olearskiej ze Strzyżowskich, w 1855 do Jana Olearskiego, w 1866 do Tytusa Bobrowskiego, a w 1872 do hrabiny Julii Mieroszewskiej.
Podczas rzezi galicyjskiej w 1846 w Koszyczkach pod Tarnowem zginął Ludwik Bogusz. W nocy 25 grudnia 1866 spaliły się na folwarku dwa budynki gospodarskie z zapasami zboża, siana, młocarnią i narzędziami rolniczymi. 20 czerwca 1867 w karczmie w Koszycach Małych pobili się chłopi i zabiwszy Mateusza Grochowskiego (44 l.) ze Zgłobic, wrzucili go do studni. Ciało odnaleziono następnego dnia. Nocą 19 sierpnia 1867 spaliła się karczma. W płomieniach zginął 8-letni chłopiec, który spał na strychu.

W 1883 Koszyce Małe liczyły 411 mieszkańców. W tym czasie znajdował się tam: „piękny dwór” i „ogród założony w zeszłem stuleciu”. Słownik geograficzny Królestwa Polskiego podaje błędnie jakoby we wsi miał się znajdować również „piękny starożytny most murowany na arkadach z nakryciem” obiekt ten usytuowany był w sąsiedniej wsi tj. w Koszycach Wielkich. Słownik geograficzny z 1893 pod hasłem Wola Ostrębowska podaje: 
"Wólka do Koszyc Małych, w powiecie tarnowskim, leży na płd. od Koszyc Małych, w międzyrzeczu Biały i Dunajca, wzn. 272 m n.p.m. Składa się z 21 dm. i ma 117 mieszkańców. Graniczy na płd. z Rzuchową a na zach. z Błoniem."
Pod koniec XIX w. we wsi większe majątki posiadali: Adam Cichy, Józef Cichy, Maria Wykowska i książę Eustachy Sanguszko. W 1888 kasa pożyczkowa gminna dysponowała 214 zł i 57 ct, z których udzielano pożyczki "nieszczęściami dotkniętym gospodarzom".
We wrześniu 1886 całą noc płonęły budynki folwarku w Koszycach Małych. Spaliły się maszyny i zbiory. Majątek Jozuego Maschlera (żyjącego w latach 1840–1917, właściciela młyna parowego, radnego miasta Tarnowa, przewodniczącego żydowskiej gminy wyznaniowej w Tarnowie tzw. kahału) dzierżawił wówczas Morgenstern. W 1902 i 1905 majątek koszycki należał już do Herscha Maschlera.
Z fundacji gminy Koszyce Małe powstał w 1914 roku kamienny krzyż z adnotacją na postumencie: „Któryś cierpiał za nas rany Jezu Chryste zmiłuj się nad nami, którzy się do Ciebie z ufnością uciekamy”.

### I wojna światowa
W czasie I wojny światowej w dniach od 2 do 6 maja 1915 wojska państw centralnych nacierały na pozycje rosyjskie. Była to próba przełamania zastygłego na 4 miesiące frontu zwana ofensywą tarnowsko-gorlicką lub bitwą pod Gorlicami. Pod Koszyce Małe wojska niemieckie podeszły 5 maja 1915 z południowego kierunku, z Janowic. Pomiędzy Podgórkami (przysiółek Rzuchowej) a Wolą Ostrębowską (Koszyce Małe) na dwa dni zatrzymała się linia frontu. Po silnym ostrzale zrezygnowano jednak z próby odbicia rosyjskich okopów umieszczonych na wzniesieniach Woli Ostrębowskiej z obawy o duże straty. Dowódcy przerzucili siły w rejon Słonej Góry, gdzie toczyły się już zacięte walki. Pamiątką po tych wydarzeniach są znajdowane w tym miejscu niewybuchy oraz cmentarz wojenny, gdzie przeniesiono ciała chowane naprędce na miejscu bitwy.

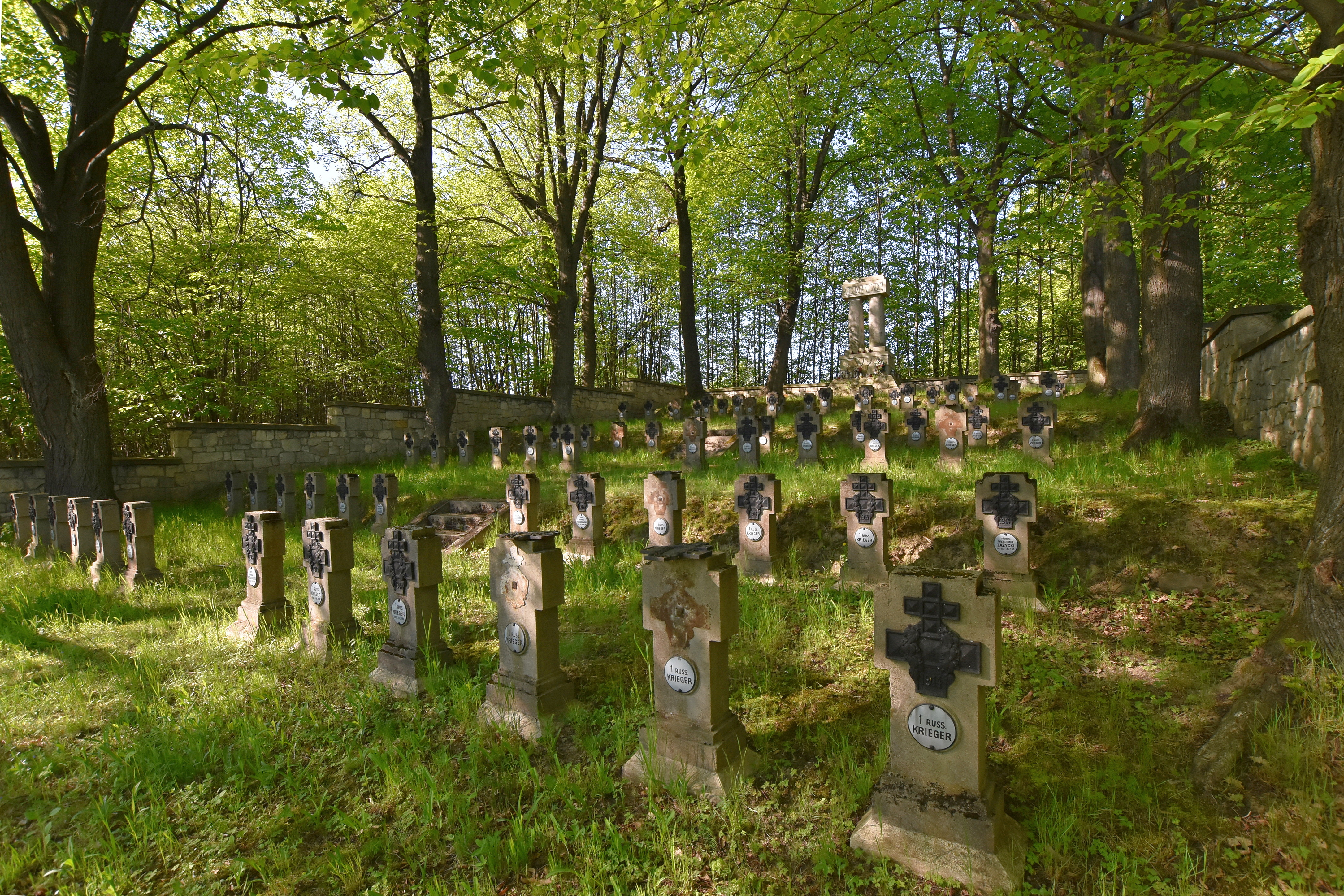
Cmentarz wojenny nr 196 w Koszycach Małych.
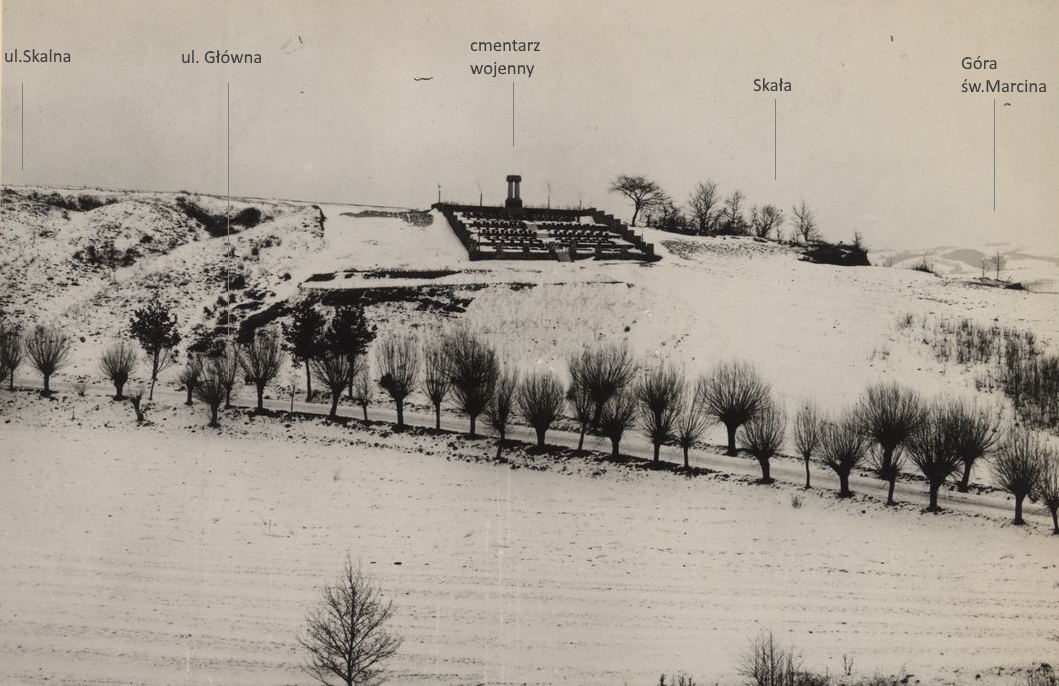
Skała i cmentarz wojenny, 1918 r.
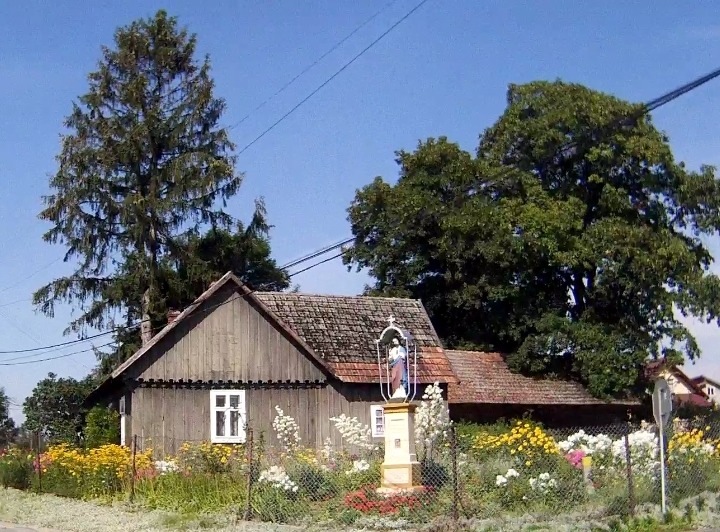
Zagroda na Woli Ostrębowskiej

### Okres międzywojenny
Ze spisu ludności z 1921 (bez objętych spisem wojskowym) wynika, że we wsi znajdowały się 84 domy zamieszkane przez 475 osób. Narodowość polską podało 475 mieszkańców. Wyznanie rzymskokatolickie 464, mojżeszowe 11.
W 1926 Towarzystwo Szkoły Ludowej otwarło w Koszycach Małych bibliotekę wiejską.
Jak podaje "Chłop polski" w 1929 od dłuższego czasu wójtem był miejscowy karczmarz Adam Tryba. A urząd gminny znajdował się w wydzielonym pomieszczeniu karczmy.
W okresie międzywojennym działalność obozu prorządowego skupiona była wokół Domu Zakonnego Sióstr Urszulanek. Członkami Koła Gminnego BBWR byli m.in. wójt i dwaj Żydzi.
W lutym 1930 w czasie zabawy tanecznej w mieszkaniu Jana Tadla doszło do sprzeczki między uczestnikami zabawy a Wojciechem Tadlem, szeregowcem 16 pp w Tarnowie. Kiedy Wojciech Tadel wraz z siostrą Antoniną udał się w stronę Zgłobic trzej napastnicy ranili go śmiertelnie nożami.
W 1935 Maria i Wojciech Czosnyka ufundowali figurę Najświętszego Serca Pana Jezusa w miejscu dawnej karczmy, na zbiegu obecnych ulic Wolskiej i Lipowej.

### II wojna światowa
W czasie II wojny światowej, wiosną 1943 Armia Krajowa ukrywała w gospodarstwach Skubisia i Stanisława Mroza beczki z materiałem wybuchowym i detonatory. Przywódca plutonu ppor. S.Mróz ps."Zimno" prowadził także punkt rozdzielczy dla placówek obwodu brzeskiego i dąbrowskiego.

### Współcześnie
W 1955 powołano Ludowy Klub Sportowy Victoria Koszyce Małe o żółto-niebieskich barwach. W styczniu 1979 oddano do użytku ośrodek zdrowia. W 1980 roku utworzono Parafię Najświętszego Serca Pana Jezusa w Koszycach Małych oraz cmentarz komunalny.
24 lutego 1984 doszło do tzw. „wpadki koszyckiej”. W domu Alojzego Warchoła w Koszycach Małych funkcjonariusze SB aresztowali 11 osób pod zarzutem członkostwa w „nielegalnym związku o charakterze antyreżimowym”. Zatrzymani byli działaczami Tymczasowej Komisji Koordynacyjnej NSZZ „Solidarność”. Wiadomość o aresztowaniu podano w wieczornym wydaniu „Dziennika Telewizyjnego”. Leonard Łącki, Alojzy Warchoł, Roman Socha, Karol Krasnodębski, Bronisław Wiatr, Marian Pamuła, Władysław Zawirski oraz Wiesław Błażejewski opuścili więzienie w lecie 1984, po lipcowej amnestii. Aresztowania doprowadziły do osłabienia tarnowskiej podziemnej Solidarności.
W 1985 r. rozpoczęto budowę kościoła parafialnego, który poświęcono 22 grudnia 1991. Obok kościoła w 1992 powstał dom zakonny Księży Sercanów.
Pod koniec czerwca 2017 nad Tarnowem i okolicą przeszła gwałtowna burza zrywając dachy i łamiąc gałęzie. Od uderzenia pioruna zapalił się także las w Koszycach Małych. Pożar był niewielki i udało się go szybko ugasić.
W nocy z 9 na 10 marca 2019 przez okolicę przeszła wichura. Silny, wiejący z zachodu, z prędkością ponad 108 km/h wiatr uszkodził dachy na budynkach jednorodzinnych m.in. w Koszycach Małych, Koszycach Wielkich i na szkole w Zgłobicach.

## Zabytki
Obiekty wpisane do rejestru zabytków nieruchomych województwa małopolskiego.
- Cmentarz wojenny nr 196;
- budynek dworu z dobudowaną kaplicą z otoczeniem.

## Dwór Maschlera i klasztor Urszulanek tzw. „Mały Domek”

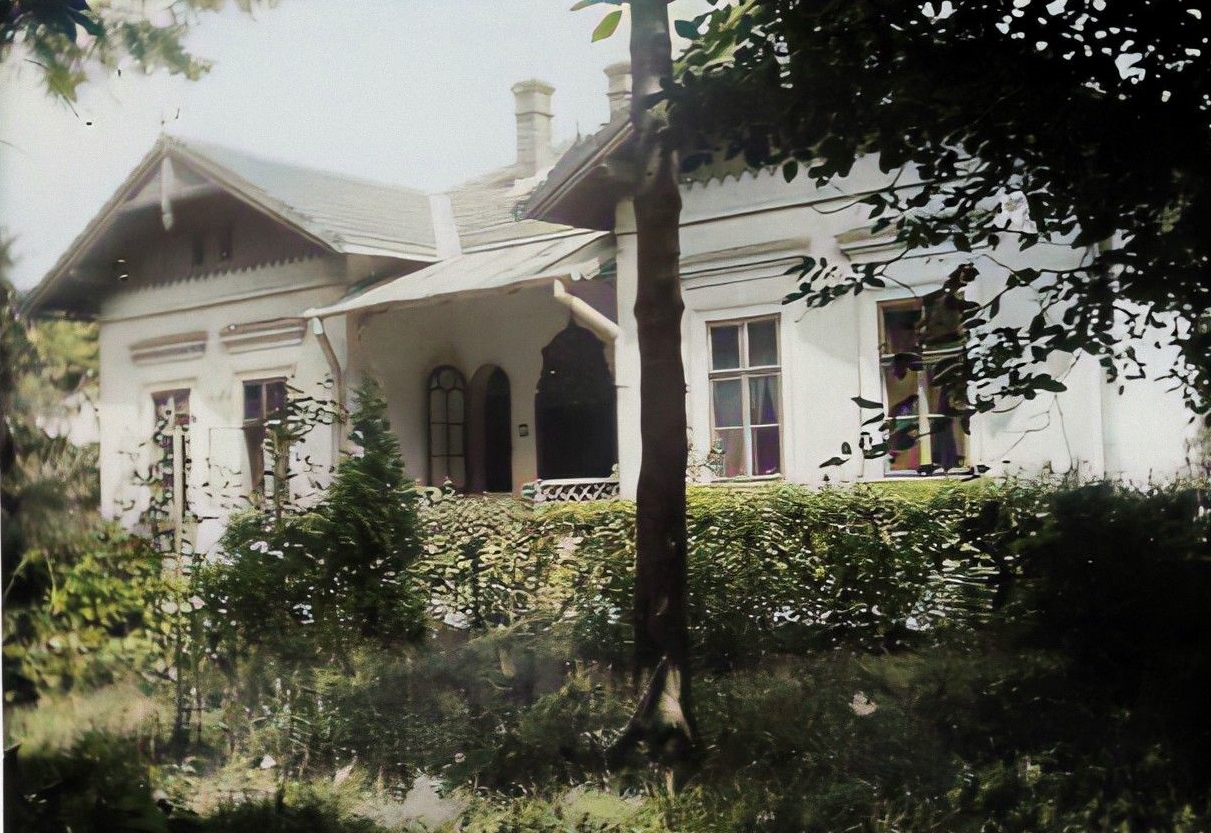
Dworek Maschlera w Koszycach Małych koło Tarnowa. Przed 1936.

Na początku XX w. na zlecenie dzierżawcy tarnowskiej rzeźni miejskiej Hirscha Maschlera postawiono w Koszycach Małych obok zabudowań folwarcznych niewielki, murowany dwór. Stanął on wg podań w miejscu poprzedniego, obronnego, na pagórku zawieszonym nad doliną rzeki Biała. Jest to budynek parterowy z czterospadowym dachem oraz dwoma frontowymi ryzalitami nakrytymi dwuspadowymi dachami. Obok na przełomie XIX i XX wieku powstał murowany, piętrowy spichlerz.

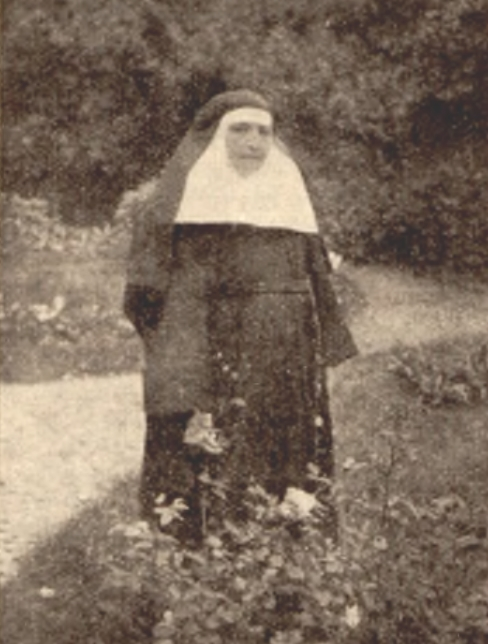
Matka Walentyna Lisiecka OSU (1846–1936) wieloletnia przełożona klasztoru w Koszycach Małych.

W 1917 budynki te zakupiły siostry urszulanki, stały się one filią klasztoru w Tarnowie. Spichlerz przebudowano urządzając w nim niewielki klasztor, który nazwano „mały domek” dla odróżnienia od domu zakonnego, mieszczącego się w kamienicy w Tarnowie. W tym czasie zamieniono istniejący w dworku żydowski dom modlitwy na kaplicę, a później dwukrotnie rozbudowano od frontu, pomiędzy ryzalitami. Klasztorem przez wiele lat zarządzała matka Maria Walentyna Lisiecka (ur. 1846 w Chojnie, zm. 1936 w Koszycach Małych). Oprócz niej na miejscu pracowało rotacyjnie od 5 do 7 sióstr. Kaplica służyła dla mieszkańców Koszyc Małych a prowadzony przez siostry folwark był zapleczem aprowizacyjnym dla tarnowskiego klasztoru. Gdy Walentyna Lisiecka zmarła 22 marca 1936, jej ciało odprowadzały tłumy ze wsi do oddalonej o 6 km kaplicy urszulanek w Tarnowie.
Na początku lat 30. XX w. częstym gościem w dworku była Stefania Hanausek ps. Puna, uczennica gimnazjum SS Urszulanek. Jeździła z całą klasą kuligiem do folwarku sióstr urszulanek w Koszycach Małych.
Po wojnie władze PRL chciały przeznaczyć majątki kościelne na potrzeby PGR. Na podstawie ustawy z 1950 o przejęciu przez państwo dóbr martwej ręki zabrano również miejscową, należącą do zakonu posiadłość rolną o powierzchni 44 ha, w tym sad, ogród, pasiekę oraz cały inwentarz żywy i martwy oraz 6 budynków gospodarczych i część budynku, w którym była kaplica. Siostry pozostały w domu, który zakonnice do tej pory zajmowały. Władze orzekły jednak przydział i tego budynku na rzecz PGR.
24 marca 1956 doszło do eksmisji sióstr urszulanek z tzw. „Małego Domku”. W obronie zabarykadowanych 10 zakonnic stanęło ponad dwudziestu mieszkańców i mieszkanek Koszyc Małych, którzy najpierw powoływali się na konstytucję i prawa obywatelskie a gdy to nie pomogło przeszkadzali, wyzywali oraz zastraszali dokonujących eksmisji 45 robotników i funkcjonariuszy MO. Kilka osób aresztowano. Siostry jednak nie opuściły Koszyc. Kilka z nich pozostało w pokoju przy kaplicy, inne we wsi u gospodarzy.
Urszulanki podejmowały starania o zwrot zajętego mienia, lecz dopiero decyzją z 8 marca 1958 przyznany im został budynek mieszkalny z kaplicą i 5 ha gruntu, gdzie zaczęły gospodarować na nowo. W 1957 dotychczasowa filia stała się samodzielnym klasztorem. W 1983 zlikwidowano klasztor urszulanek. Siostry odzyskały klasztor (dawny spichlerz) wraz z zamieszkującymi go rodzinami. Kaplicę (dawny dwór) przejęła gmina na mieszkanie socjalne. Poniżej pagórka, na którym znajduje się dworek w 2012 oddano do użytku tzw. centrum wsi z dzwonnicą, parkingiem i placem zabaw. Wcześniej wycięto rosnący wokół drzewostan (głównie stare lipy). W listopadzie 2018 dawny spichlerz zamieszkiwany przez 6 rodzin spłonął. W gaszeniu pożaru uczestniczyły 4 zastępy straży pożarnej.

## Szkoła w Koszycach Małych
7 sierpnia 1872 hrabina Maria Żaba zobowiązała się do nieodpłatnego przekazania 1 morga gruntu pod szkołę i ogród. Z kolei miejscowy  proboszcz (ze Zbylitowskiej Góry) ks. Antoni Wróbel 26 sierpnia 1872 zadeklarował dopłacać nauczycielowi do pensji. W październiku 1872 gminy Koszyce Małe (57% do już obowiązującego) i Koszyce Wielkie (54%) nałożyły na mieszkańców dodatkowy podatek na lata 1873–1875 celem wybudowania wspólnej szkoły. Postanowiono wybudować w Koszycach Małych budynek z przeznaczeniem na szkołę trywialną oraz mieszkanie dla nauczyciela. W 1888 roku nauczycielem w tej jednoklasowej szkole był Konstanty Darowski. Jak donoszą źródła w 1905 i 1910 w Koszycach Małych funkcjonowała szkoła jednoklasowa z językiem wykładowym polskim. W 1936 roku poświadczona jest dwuklasowa publiczna szkoła powszechna.
Zaraz po II wojnie światowej z inicjatywy mieszkańców Jana Podstawskiego i Michała Padło z resztek drewniano-ziemnych, poniemieckich bunkrów czynem społecznym wybudowano następny, drewniany budynek szkolny.
Obecną, murowaną szkołę podstawową wybudowano w latach 1957–1960 z inicjatywy Józefa Głuszaka. W styczniu 2012 blisko sto osób przez godzinę blokowało drogę powiatową w Koszycach Małych. Mieszkańcy protestowali przeciwko przekształceniu przedszkola i szkoły podstawowej w placówkę niepubliczną, przez wójta Grzegorza Kozioła. 25 maja 2016 obok szkoły podstawowej otwarto Centrum Kultury i Sportu w Koszycach Małych.

## Ochotnicza straż pożarna
Wiosną 1948 powstała Ochotnicza Straż Pożarna w Koszycach Małych. 12 lipca 2018 odbył się uroczysty apel z okazji włączenia OSP w Koszycach Małych do Krajowego Systemu Ratowniczo-Gaśniczego. W wydarzeniu udział wzięły m.in. jednostki OSP z terenu gminy Tarnów oraz z Rzuchowej wraz z pocztami sztandarowymi, Małopolski Komendant Wojewódzki Państwowej Straży Pożarnej oraz przedstawiciele samorządu wszystkich szczebli, proboszcz koszyckiej parafii, dyrektorka miejscowej szkoły.

## Miejsce zbrodni wojennej
6 grudnia 1939 Niemcy z koszar przy ul. Witosa przywieźli z Tarnowa i rozstrzelali w laskach zwanych Skała i Żabianka kilkanaście osób o nieustalonej tożsamości. Wśród odnalezionych ciał 8 mężczyzn i 2 kobiet jedno należało prawdopodobnie do właścicielki majątku w Bolesławiu – Sroczyńskiej. W 1962 ciała ofiar ekshumowano i przeniesiono na miejscowy cmentarz wojenny.
W 2016 roku po zeznaniach Ireny Celmer (siostry Józefa Głuszaka) o kolejnych nie ekshumowanych grobach w rejonie koszyckiej Skały, IPN wznowił śledztwo w sprawie mordów popełnionych przez hitlerowców w 1939 na granicy Rzuchowej i Koszyc. Prawdopodobnie w rejonie skarpy jest pogrzebanych 40 ciał Polaków pochodzących z Powiśla Dąbrowskiego.

## Koncerty w ramach wydarzenia „Mania Pomagania”

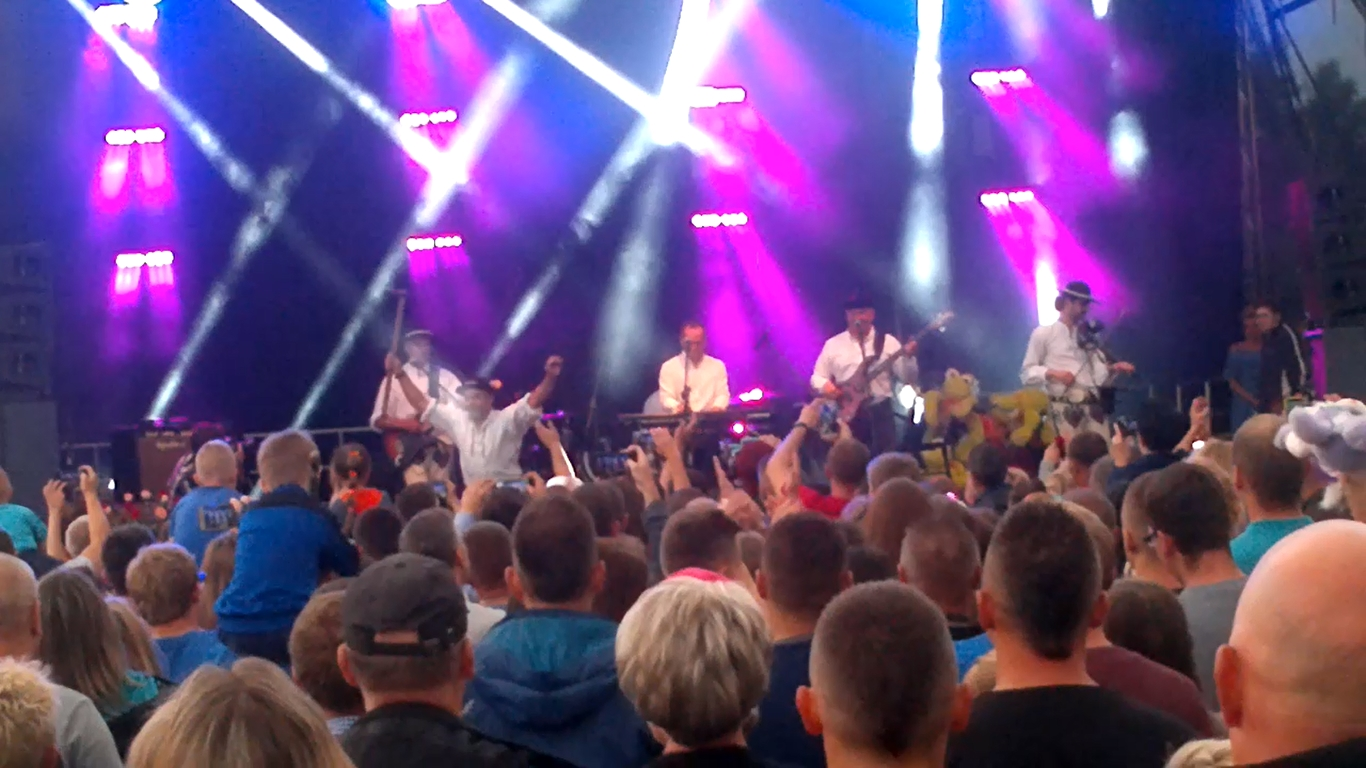
Mania Pomagania w Koszycach Małych w 2017. Zespół Baciary

Od 2013 na miejscowym boisku piłkarskim odbywają się w lipcu koncerty charytatywne „MANIA POMAGANIA”, organizowane przez Urząd Gminy Tarnów i radio RDN Małopolska.
| Rok  | Artysta                      |
| ---- | ---------------------------- |
| 2013 | Enej                         |
| 2014 | Pectus                       |
| 2015 | LemON                        |
| 2016 | Anna Wyszkoni                |
| 2017 | Baciary, Agnieszka Chylińska |
| 2018 | Kombii                       |
| 2019 | Andre, Sławomir              |

## Turystyka

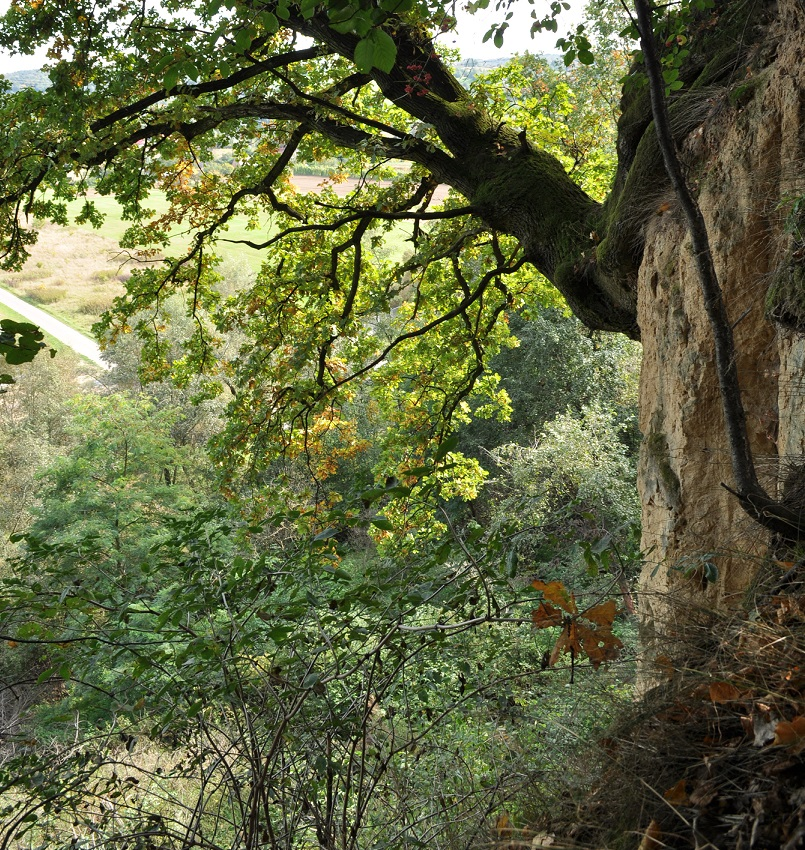
Las Skała w Koszycach Małych przywodzi na myśl Pieniny i Sokolicę.

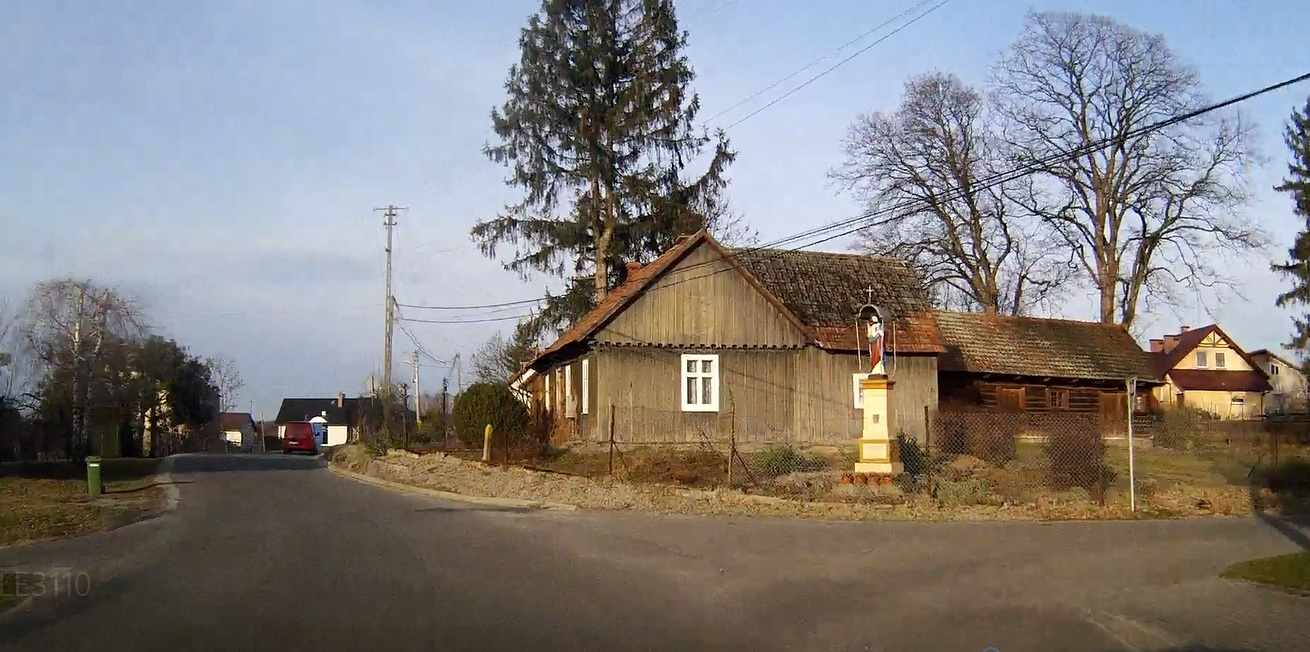
Koszyce Małe zabytkowa zagroda i kapliczka w miejscu dawnej karczmy u zbiegu ulic Wolskiej i Lipowej.

- las Skała – klif nad starorzeczem rzeki Biała, z widokiem na okolicę, z fantazyjnie powyginanymi dębami nad przepaścią, obecnie zaniedbany. Badania w XIX i XX w. wykazały w skarpie, pod warstwą iłów, pomiędzy kawałkami skał karpackich skamieniałości z rodzaju Natica i Pectunculus[107][108].
- osie widokowe: na Pogórze Karpackie (w kierunku południowym i wschodnim), na dolinę rzeki Biała (w kierunku wschodnim), chronione w ramach Obszaru Chronionego Krajobrazu Pogórza Ciężkowickiego.
- wąwóz przy ulicy Lipowej.
- kapliczki przydrożne i drewniana zagroda z początku XX w.
- murowany dwór Maschlera z początku XX w.
- cmentarz wojenny nr 196 – cmentarz z 1915 roku położony na wzniesieniu zwanym Skała w Koszycach Małych z widokiem na okolicę.
- szlaki turystyczne[109]: pieszy zielony, rowerowy niebieski i rowerowy żółty (LGD Zielony Pierścień Tarnowa).
- Gospodarstwo Agroturystyczne "Bartuś" Koszyce Małe.

## Osoby związane z miejscowością
- Stanisław Łętowski – właściciel wsi w XVIII wieku, poseł na sejm w: 1744, 1764, 1766, 1773–1775 i 1776.
- Katarzyna Kuropatnicka (1732–1797) – polska pisarka i poetka urodzona w Koszycach Małych[110].
- Matka Walentyna Lisiecka OSU (ur. 16 stycznia 1846 w Chojnie[86], zm. 22 marca 1936 w Koszycach Małych) – wychowawczyni, nauczycielka języka francuskiego, przełożona klasztoru w Gnieźnie. Wygnana wraz z innymi siostrami przez władze pruskie, w ramach tzw. Kulturkampfu[111]. W lipcu 1877 przybyła do Tarnowa, gdzie zorganizowała szkołę, pensjonat i kaplicę p.w. Najświętszego Serca Pana Jezusa (obecnie przebudowana w kościół przy ul. Urszulańskiej)[112]. Razem z Urszulą Ledóchowską zreformowała tzw. konstytucje zakonu urszulanek. W tym celu udały się w 1907 do Rzymu[113]. Podczas działań wojennych w 1914 przygotowała w budynkach klasztornych w Tarnowie 60 łóżek dla rannych. Wieloletnia przełożona domów zakonnych w Tarnowie i Koszycach Małych, gdzie spędziła ostatnie lata życia.
- Leon Schwanenfeld (1855–1941) – urodzony w Koszycach Małych, budowniczy, projektant, przedsiębiorca, radny. członek kahału w Tarnowie[114].
- W historii miejscowości szczególnie wyróżniła się rodzina Głuszaków prowadząca gospodarstwo ogrodnicze. Józef Głuszak (1913–1994) ps.”Skała”[115], z zawodu cieśla, kolportował ulotki ZWZ[116] więzień KL Auschwitz i Gross-Rosen[117], świadek koronny na procesie Rudolfa Hessa w Norymberdze[118], rolnik z Koszyc Małych, członek Rady Wojewódzkiej[119] NSZZ Rolników Indywidualnych „Solidarność”, internowany w stanie wojennym 14 grudnia 1981[120][121]. Jego staraniem miejscowe OSP otrzymało 15-arową działkę oraz potrzebne pozwolenia na budowę remizy[101]. Według miejscowych znał z obozu koncentracyjnego Józefa Cyrankiewicza.
- Alojzy Warchoł (ur. 1931) działacz Solidarności, organizator tajnych spotkań, więziony, odznaczony m.in. Krzyżem Kawalerskim Orderu Odrodzenia Polski (2011)[75][76][77][122], radny gminy Tarnów.
- Jakub Kajmowicz – dziennikarz ekonomiczny, komentator telewizyjny i radiowy. Zdobywca nagrody specjalnej w XV edycji Konkursu im. Władysława Grabskiego[123], którego celem jest wyłonienie dziennikarza ekonomicznego roku. Redaktor naczelny serwisu poświęconego bezpieczeństwu energetycznemu (Energetyka24.com).
- Z Koszyc Małych a dokładnie z przysiółka Wola Ostrębowska pochodzi bokser Dariusz Sęk[124] pseudonim „Sęku” (ur. 1986)[125], wielokrotny medalista Mistrzostw Polski w wadze półciężkiej. W czerwcu 2011 zdobył pas Mistrza Świata federacji TWBA w kategorii półciężkiej. W lipcu 2015 na gali w Monachium zdobył regionalny pas WBC EPBC wagi półciężkiej[126][127].